# Сюйхой
Сюйхо́й (кит. упр. 徐汇, пиньинь Xúhuì) — район городского подчинения города центрального подчинения Шанхай (КНР).

## История
Название района является сокращением от Сюйцзяхой — «собственность семьи Сюй у слияния двух рек». Эти земли были собственностью принявшего католичество Сюй Гуанци (1562—1633) и его потомков; часть земель была дарована родом Сюй католической церкви.
После Первой опиумной войны на территории будущих районов Лувань и Сюйхой разместилась Шанхайская французская концессия. Французы протранскрибировали местное прочтение иероглифов «Сюйцзяхой» как «Zikawei», и этот этноним вошёл в исторические книги. На территории французского сеттльмента проживали многие известные исторические личности: Сунь Ятсен, Мао Цзэдун, Чжоу Эньлай, Агнес Смедли, Мэй Ланьфан, Го Можо, Чжан Дацянь и другие.
Права на территорию международного сеттльмента были возвращены китайскому правительству в 1943 году. После Второй мировой войны район был застроен фабриками, однако после 1990 года большинство фабрик было закрыто, и в настоящее время район является торгово-коммерческим регионом.

## Административно-территориальное деление
Район Сюйхой делится на 12 уличных комитетов и 1 посёлок.

## Достопримечательности
- Собор святого Игнатия Лойолы
- Шанхайский университет транспорта
- Медицинская школа при Шанхайском университете транспорта
- Дом Сун Цинлин (Шанхай)
- Дом-музей Ба Цзиня